# Thortveitit
Thortveitit ist ein selten vorkommendes Mineral aus der Mineralgruppe der Silikate und Germanate. Es kristallisiert im monoklinen Kristallsystem mit der idealisierten, chemischen Zusammensetzung Sc2Si2O7 und bildet prismatische, bis zu 35 cm große Kristalle von graugrüner bis schwarzer Farbe. Mitunter findet man auch farblose oder blaue Kristalle.

## Etymologie und Geschichte
Das Mineral wurde 1911 vom norwegischen Mineralogen Olaus Thortveit in der Typlokalität Ljosland in der norwegischen Provinz Aust-Agder gefunden und von J. Schetelig beschrieben. Es ist nach Thortveit benannt. 

## Klassifikation
In der Systematik nach Strunz wird Thortveitit zu den Gruppensilikaten gezählt. Nach der 8. Auflage bildet dabei zusammen mit Gittinsit, Keiviit-(Y), Keiviit-(Yb), Kristiansenit, Percleveit-(Ce), Rowlandit-(Y) und Yttrialith-(Y) eine Gruppe. In der 9. Auflage bildet es mit Gittinsit, Keiviit-(Y), Keiviit-(Yb) und Yttrialit-(Y) eine Untergruppe der Gruppensilikate mit Si2O7 Gruppen und ohne nicht-tetraedrische Anionen. Die Kationen sind dabei in oktaedrischer [6] und/oder anderer Koordination.
In der Systematik nach Dana bildet es mit Calciumoxid, Manganosit, Monteponit, Periklas, Wüstit und Hongquiit die Periklasgruppe, eine Untergruppe der einfachen Oxide mit einer Kationenladung von 2+.

## Modifikationen und Varietäten
Scandium kann in Thortveitit durch verschiedene andere Elemente ersetzt sein. Dazu zählen insbesondere, Yttrium, Lanthanoide wie Ytterbium und Lutetium, aber auch bis zu 10 % Thorium, Zirconium, Hafnium, Calcium oder Mangan können enthalten sein. Mangan ist für eine Blaufärbung des Thortveritits verantwortlich, den man im Granit von Baveno in Italien findet.

## Bildung und Fundorte
Thortveitit bildet sich in granitischen Pegmatit-Gängen. Bei der Entstehung spielt wahrscheinlich die Komplexierung von Scandium mit Fluor als [ScF]2+ eine Rolle. Das Mineral ist je nach Fundort vergesellschaftet mit Euxenit, Biotit, Oligoklas, Mikroklin und Quarz; Monazit, Fergusonit, Ilmenorutil, Beryll, Muskovit und Magnetit oder Kobeit, Perrierit, Turmalin, Euxenit, Monazit, Zirkon, Allanit, Magnetit und Ilmenit. 
Ein weiteres Vorkommen sind einige Calcium-Aluminium-reiche Einschlüsse (CAI) von kohligen Chondriten. Im Murchison-Meteoriten tritt Thortveitit zusammen mit Panguit, Vanadium-reichen Davisit und Spinell auf. Es wird angenommen, dass Thortveitit während der Frühphase der Entstehung des Sonnensystems bei der Abkühlung des präsolaren Nebels zu den ersten Mineralen gehört, die aus der heißen Gasphase resublimieren.
Es sind (Stand Februar 2010) 48 Fundorte für Thortveitit bekannt. Neben der Typlokalität und weiteren Funden in den norwegischen Provinzen Aust-Agder, Finnmark und Telemark, findet man das Mineral unter anderem im Obersulzbachtal in Österreich, Paraíba in Brasilien, Marathon in Kanada, Linwu in China, Pello in Finnland, Luzenac in Frankreich, Thiemendorf in Deutschland, mehreren Orten in Italien, der Präfektur Kyōto in Japan, Befanamo in Madagaskar, Świdnica in Polen, dem Ural und der Kola-Halbinsel in Russland, mehreren Orten in Schweden sowie Ravalli County und Odgensburg in den Vereinigten Staaten.

## Kristallstruktur
Thortveitit kristallisiert im monoklinen Kristallsystem in der Raumgruppe C2/m (Raumgruppen-Nr. 12) mit den Gitterparametern a = 6,65 Å; b = 8,616 Å; c = 4,686 Å und β = 102,2° sowie einer Formeleinheit pro Elementarzelle. Die Si2O7-Anionen liegen in Form von eckenverknüpften Doppeltetraedern vor. Diese sind kantenverküpft mit ScO6-Oktaedern und kommen in Schichten in der Kristallstruktur vor.

## Verwendung
Thortveitit ist ein wichtiges Scandium-Mineral.